# 大埔 (香港)

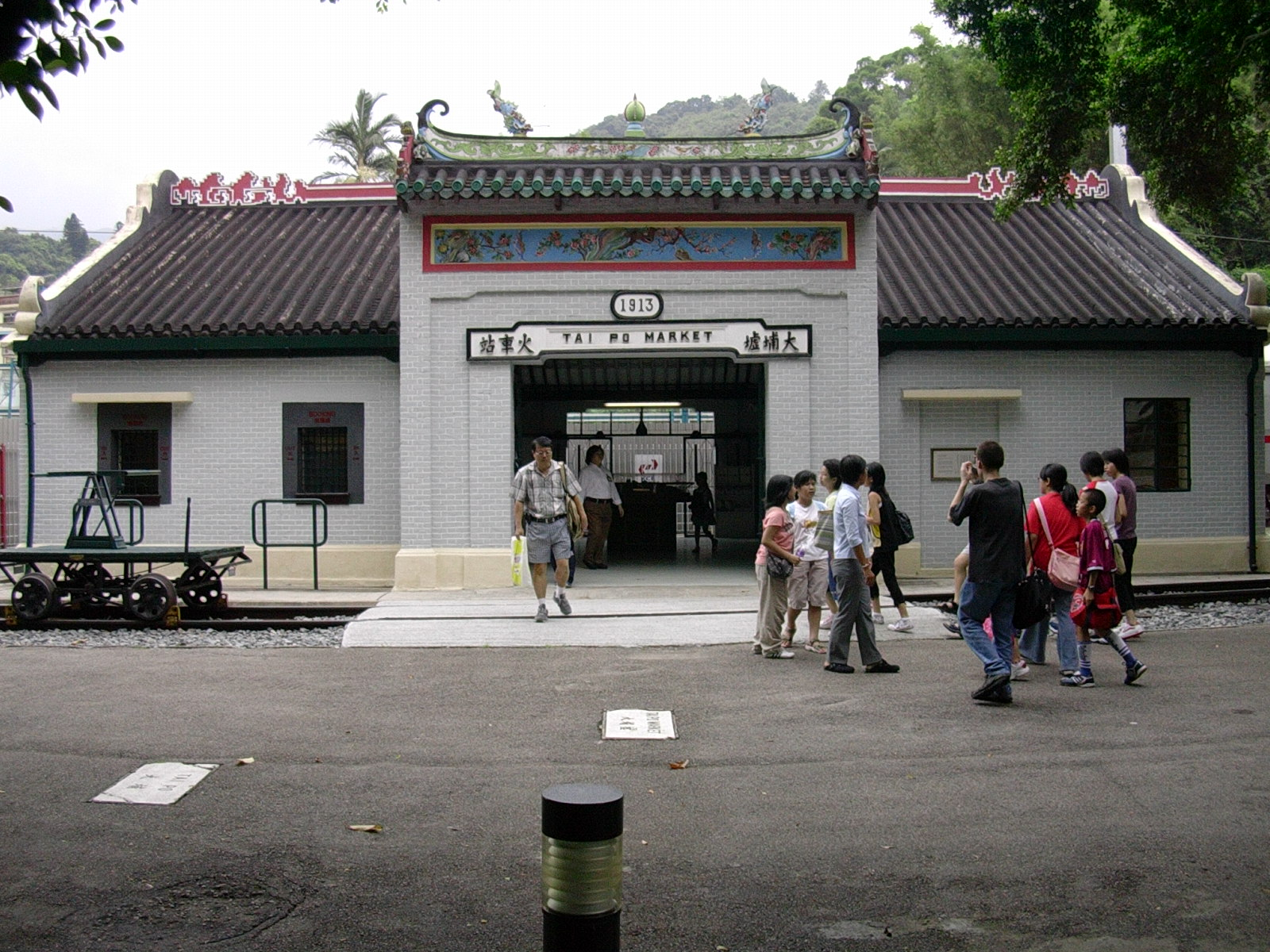
香港鐵路博物館，昔日的大埔墟火車站

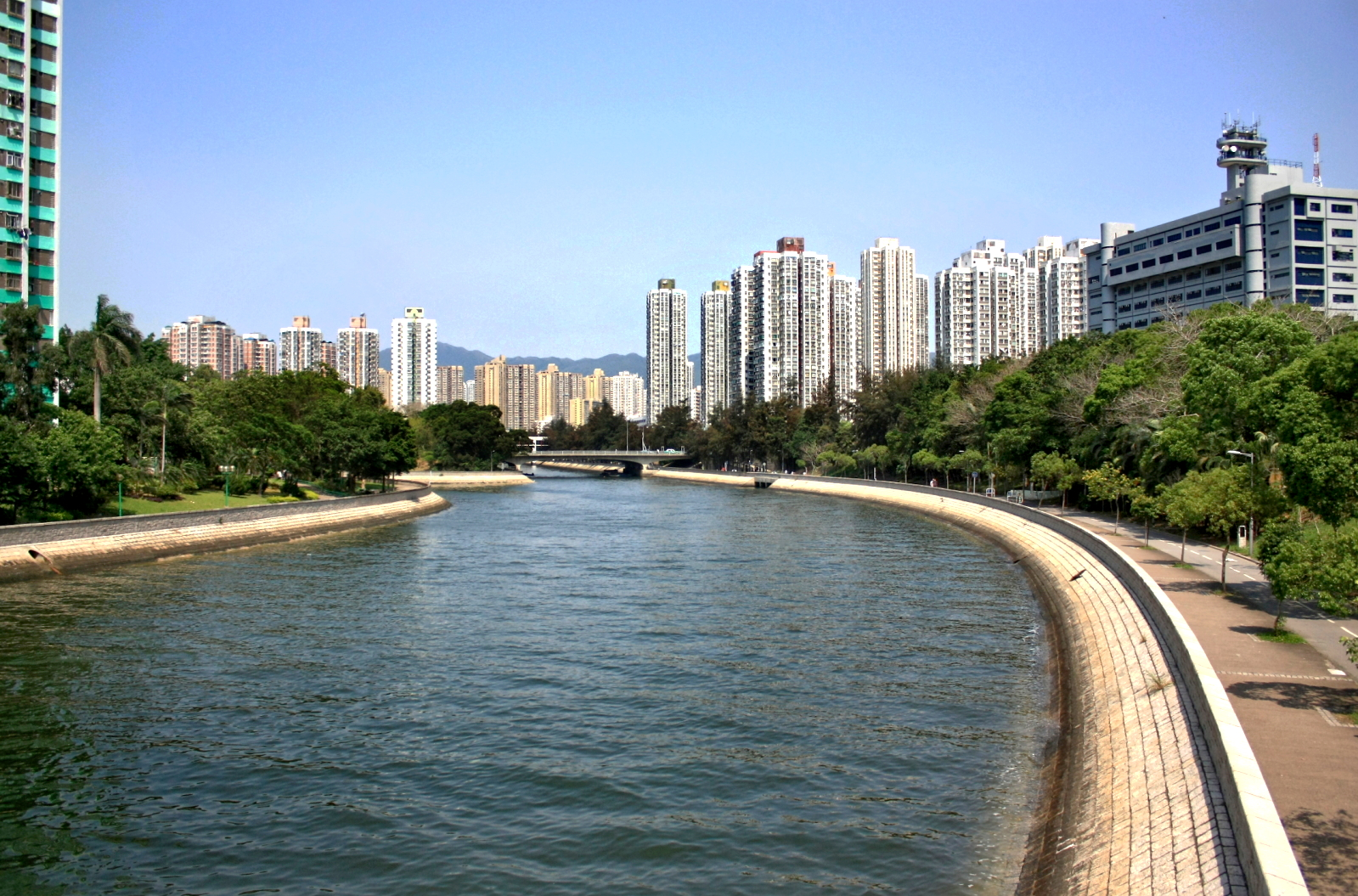
林村河將大埔新市鎮分隔為兩部份

大埔（英語：Tai Po）位於香港新界東北部，面臨吐露港的一個地方，是香港十八區——大埔區的主要部分，大埔新市鎮座落其中。大埔位於吐露港西北面，距離沙田約11公里，粉嶺約8公里。大埔三面環山，分別為九龍坑山、北大刀屻、大刀屻、大帽山和草山。

## 名稱起源
大埔古稱大步。根據清代《康熙字典》，「埠」字亦可寫作「步」。大步的經濟活動，在古代與海港息息相關，而根據國學大師饒宗頤的考據，引用近代汉语的文學經典，大步中的「步」應指浦、津，即碼頭之意。故此，古名大步，與今名大埔同義（「埔」在此通「埗」、「浦」）。
而另一說法則為「舊時大埔本為一廣大之森林，林木深邃，野獸出沒，為害行旅，因此行人走近這一帶，大家必定互相警戒要跨大步趕快走過去」，所以該地被稱為大步。該傳說收錄在葉靈鳳的文章〈大埔墟的今昔〉（收錄在《香島滄桑錄》一書），但沒有更多嚴謹考據與引證。
大步海一名（即大埔海），記錄在元代《南海志》。而明代《粵大記》則記錄大步海、大步頭（即大埔頭）。清代康熙版《新安縣志》，記錄大步頭墟（即最早有記錄的大埔墟，由大埔頭鄧族創立，位於現今大埔舊墟）與村落大步頭。
根據大埔舊墟（又名大埔墟、大步墟、大步頭墟）的歷史，該墟市在清代初期建墟，故不可能是因為該墟市而令該地域命名為大埔（大步），因為「大步」比該墟市起源更早。反之，該墟市跟隨該地方名而起名。但大埔舊墟連同後起的大埔新墟（即現今大埔墟富善街，古稱太和市）兩個地方被納入大埔新市鎮的建立之中，大埔墟並成為市鎮中心之一，故此亦可說現今的地名大埔，以大埔墟而命名。

## 歷史
大埔一帶早於三億年前的古生代已有大量動物活動，使當地擁有不少化石。區內的黃地峒曾發現三萬年前舊石器時代晚期文物，到了距今七千三百多年前的新石器時代中期，吐露港的丫洲島也已經有先民活動；公元前3千年的新石器時代晚期，元洲仔，鹽田仔等地也有人類活動，留下當時陶器及石器的碎片。 
唐代大埔區有了進一步的發展，横嶺頭在一九八五年曾經出土八座唐代灰窰. （ 資料來源： 香港大埔區區議會出版的＜大埔風物志＞ ）
公元963年的五代十國時期，統治兩廣的南漢置媚川都，今香港、深圳等地屬之，在大埔海（即今吐露港）採集珍珠，多聚集於今元洲仔一帶，到了宋朝時為巔峰，與廣東合浦（即今日廣西北海市合浦縣）齊名，政府官員招募了數千名鄉民在此採珠，也派駐士兵駐守於此。媚川都由於採珠業發達，媚川都內採珠的水域又稱「媚珠池」，而當地漁民則稱呼它為「珍珠江」，當時的採珠業遠近馳名。大埔的採珠事業一直持續至明朝中葉才日漸式微，可能是因為珠蚌已在前代採盡。明朝洪武七年，曾因為採珠五個月僅得半斤，官方認為產珠已盡，決定放棄，並遷往合浦。此外，宋明期間，大埔碗窰亦成為陶瓷工業的中心。
到了清朝初期，大埔開始有大規模的發展。1672年鄧氏族人建立大步墟（即今大埔舊墟）；1892年以泰亨文氏為首的大埔七約創建太和市（即今大埔墟），其後一度成為新界東第一大墟市。大埔亦成為區內水上交通樞紐，有客船來往多個地點，甚至遠至潮州及汕頭。
1898年清政府根據《展拓香港界址專條》，把新界地區租借給英國99年。1899年英方在大埔舉行接管新界升旗儀式時，大埔居民激烈反抗。最後香港總督卜力要動用戰艦炮轟，才成功鎮壓居民。香港政府首先改善新界的陸路交通，連接大埔和九龍的大埔道（現分為大埔道及大埔公路）於1902年通車。1910年九廣鐵路（今東鐵綫）通車，設有大埔站（後來的大埔滘站）和大埔墟站（即今日的香港鐵路博物館，鄰近太和站，位置與現時的大埔墟站不同）。另一方面，大埔亦發展成為新界地區的行政中心，政務司官邸及北區理民府分別於1905年及1907年落成。
大埔到1960年代才展開大型的擴展活動。1969年衞理公會在大埔興建平房新村以安置元洲仔漁民，4月28日落成入伙，命名為「愛德村」。1972年10月當時的總督會同行政局通過一項大型房屋計劃，以期在1980年代中期可為180萬人提供足夠居所。當時計劃於大埔興建的公共房屋，預計只會容納約33,000人。而在1974年，當局決定在大埔興建全港第一個工業邨。大埔工業邨的填海工程於1976年展開，同時展開大埔第一個公共屋邨，即汀角路旁的大元邨的填海工程。1977年在魚角興建一個大型臨時房屋區，以收容受發展大埔區的清拆行動影響而須遷置的居民，首批入住這個臨時房屋區的是鄰近的元洲仔寮屋區居民。
由於公共房屋政策作出重大修訂，大埔發展區的目標人口總數為22萬。1979年1月大埔的地位獲提升為新市鎮。到了1990年代中期，三百多公頃的土地已經由填海闢拓而成。這些土地會用作發展一個基本上自給自足的社區，具備完善的工商業和社區設施，為約30萬人服務。

## 城市景觀

大埔全景（左起：鳳園嵐山、大埔工業邨、吐露港、大埔中心（前）及大埔墟（後）、太和

## 外部連結
- 航拍大埔紀錄
- 大埔簡史 （页面存档备份，存于）
- 大埔樟樹灘村
- 地區摘要 （页面存档备份，存于） - 大埔區議會
- 張國雄. "Traditional folksongs in an urban setting: a study of Hakka Shange in Tai Po, Hong Kong" (（页面存档备份，存于）)（英文） . 香港大學, 2004年. - Information